# Сірацую (1936)
Сірацую (Shiratsuyu, яп. 白露) — ескадрений міноносець Імперського флоту Японії, який брав участь у Другій світовій війні.
Корабель, який став першим серед есмінців типу «Сірацую», спорудили у 1936 році на верфі ВМФ у Сасебо.
На момент вступу Японії до Другої світової війни «Сірацую» належав до 27-ї дивізії ескадрених міноносців, яка за планами японського командування певний час мала залишатись у водах метрополії. 7 грудня 1941-го «Сірацую» разом з іншими есмінцями вийшов із Внутрішнього Японського моря до островів Огасавара для супроводу великого з'єднання лінкорів. Останнє, за необхідності, мало надати допомогу ударному авіаносному з'єднанню («Кідо Бутай»), яке поверталось після удару по Перл-Гарбору. Втім, японські авіаносці ніхто не переслідував і 13 грудня лінкори повернулись до Куре. А з 18 по 23 грудня «Сірацую» виходив у море для зустрічі та супроводу самого «Кідо Бутай».
З 18 січня по 4 лютого 1942-го «Сірацую» разом зі ще одним есмінцем супроводив конвої з японського порту Моджі до Формози (Тайваню), а потім звідти до Куре. А 17 лютого — 2 березня ті самі есмінці ескортували легкий авіаносець «Дзуйхо», який здійснив доставку літаків з Йокосуки до порту Давао на південному узбережжі філіппінського острова Мінданао (тут була передова база для наступу на схід Нідерландської Ост-Індії) і далі перейшов у Куре.
15 квітня 1942-го «Сірацую» та 3 інші есмінці дивізії вийшли з Японії до Мако (важлива база ВМФ на Пескадорських островах у південній частині Тайванської протоки). 18 квітня у Мако прибули два авіаносці, які повертались із рейду до Індійського океану. Всього в останньому брали участь п'ять авіаносців, проте три інші з урахуванням технічного стану відправили до Японії на ремонт, тоді як «Сьокаку» та «Дзуйкаку» виявилось можливим використати в операції заволодіння Порт-Морсбі на оберненому до Австралії узбережжі Нової Гвінеї. У межах цих планів «Сірацую» супроводив зазначені авіаносці на атол Трук у центральній частині Каролінських островів (тут ще до війни створили потужну базу японського ВМФ), куди загін прибув 25 квітня. Тут до загону з Мако приєднались 2 важкі крейсери, які під охороною 2 есмінців прибули з Японії, і 1 травня ці сили рушили в похід. Спершу вони прямували в південно-східному напрямку, а за кілька діб обігнули Соломонові острови зі сходу та змінили курс на західний. 8 травня відбулась битва в Кораловому морі, яка хоч і завершилась тактичною перемогою японців, проте призвела до скасування операції проти Порт-Морсбі.
З 13 травня 1942-го «Сірацую» разом з 2 іншими есмінцями охороняв 2 важкі крейсери, які здійснювали дистанційне прикриття операції по узяттю під контроль островів Науру та Оушен. Десантний загін вже рушив до Науру, проте 15 травня надійшло повідомлення про перебування у регіоні американського авіаносного з'єднання (це були авіаносці USS Enterprise та USS Hornet, які не встигли прибути вчасно, щоб узяти участь у битві в Кораловому морі). На основі цієї інформації японці скасували операцію по оволодінню Науру (лише у серпні, після висадки американців на Гуадалканалі, вони повернуться до питання розширення контролю на сході Мікронезії) і 16 травня «Сірацую» був на Труці.
17—22 травня 1942-го «Сірацую» та 2 інші есмінці супроводили згадані вище важкі крейсери до Куре, де збирались сили для мідвейсько-алеутської операції. У межах останньої «Сірацую» та ще 10 есмінців та 2 легкі крейсери охороняли загін адмірала Такасу Сіро, який мав 4 лінкора та повинен був забезпечувати прикриття операцій на Алеутах. Певний час угруповання Сіро рухалось разом із головними силами адмірала Ямамото, а вранці 4 червня відокремилось та попрямувало до визначеного йому району. Оскільки американці не задіяли надводні кораблі для протидії висадці японців на заході Алеутського архіпелагу, загін Сіро так і не вступив у бій, а 17 червня прибув до Японії.
7 серпня 1942-го союзники висадились на сході Соломонових островів, що започаткувало шестимісячну битву за Гуадалканал та змусило японське командування перекидати сюди підкріплення. 11 серпня «Сірацую» та ще 9 есмінців вирушили для ескорту великого загону надводних кораблів (включав 1 лінкор, 5 важких та 1 легкий крейсер, 1 гідроавіаносець), що вийшов із Йокосуки та 17 серпня прибув на атол Трук у центральній частині Каролінських островів (тут ще до війни створили потужну базу японського ВМФ, з якої до лютого 1944-го провадились операції у цілому ряді архіпелагів).
Втім, на відміну від більшості кораблів загону, «Сірацую» спершу використали для операції на островах Гілберта, де американці з метою відволікання уваги ворога від Соломонових островів провели диверсійний рейд на острів Макін. 18—21 серпня 1942-го «Сірацую» здійснив перехід з Труку на Макін та ніс службу в архіпелазі два тижні, а 5 вересня прибув на атол Джалуїт (Маршаллові острови), звідки 9 вересня нарешті вирушив до Меланезії. Разом з есмінцем «Сігуре» він попрямував на з'єднання з головними силами, які того ж дня вийшли з Труку для патрулювання північніше від Соломонових островів в межах підтримки операцій на Гуадалканалі. На шляху до району призначення «Сірацую» та «Сігуре» провели розвідку та бомбардування острова Ндені (острови Санта-Круз), відносно якого у японського командування були підозри щодо наявності тут ворожої бази.
Головні сили перебували у морі два тижні, проте до якогось зіткнення з супротивником не дійшло і 23 вересня 1942-го японські кораблі повернулись на Трук. Що стосується «Сірацую», то він 26 вересня узявся за супровід конвою, що прямував з Палау (важливий транспортний хаб на заході Каролінських островів) та 30 вересня привів його до Рабаула — головної передової бази в архіпелазі Бісмарка, з якої здійснювались операції на Соломонових островах та сході Нової Гвінеї. З 1 по 9 жовтня 1942-го «Сірацую» виходив у море щоб зустріти ще один конвой, який прямував від Палау, та супроводив його до Рабаулу, а потім до якірної стоянки Шортленд (прикрита групою невеликих островів Шортленд акваторія біля південного завершення острова Бугенвіль, де зазвичай відстоювались бойові кораблі та перевалювались вантажі для подальшої відправки далі на схід Соломонових островів).
Протягом кількох наступних тижнів «Сірацую» був безпосередньо залученим до операцій на Гуадалканалі. Передусім це стосувалось виконання транспортних рейсів до острова, які есмінець здійснив 10 і 17 жовтня та 2, 5 і 8 листопада. Крім того, 12 жовтня «Сірацую» виходив з Шортленду для зустрічі гідроавіаносців «Ніссін» і «Тітосе», що повертались із транспортного рейсу, а 13 жовтня разом зі ще 7 есмінцями попрямував на схід як охорона 1-го штурмового конвою до Тассафаронга. У ніч проти 14 жовтня конвой почав розвантаження у Тассафаронзі, а з настанням дня втратив унаслідок ударів авіації три судна, втім, інші три судна та всі есмінці змогли повернутись на Шортленд. 25 жовтня «Сірацую» разом з двома іншими есмінцями здійснив похід до Гуадалканалу з атакувальною місією, при цьому їм вдалось потопити флотський буксир USS Seminole і переобладнаний патрульний корабель YP-284, а також легко пошкодити швидкісний тральщик USS Zane (колишній есмінець).
Тим часом японське командування готувало проведення до острова великого конвою з підкріпленнями (що в підсумку вилилось у вирішальну битву надводних кораблів біля Гуадалканалу). За японським задумом, напередодні підходу транспортів два лінкори адмірала Абе мали провести артилерійський обстріл аеродрому Гендерсон-Філд (за місяць до того така операція була здійснена доволі вдало). «Сірацую» не включили безпосередньо до загону Абе, проте разом з двома іншими есмінцями він вийшов з Шортленду та наблизився до району майбутньої операції, щоб нести дозорну службу в районі островів Рассел, які лежать за п'ять десятків кілометрів на північний захід від Гуадалканалу. Втім, у ніч проти 13 листопада біля Гуадалканалу кораблі Абе перестріло американське з'єднання із крейсерів та есмінців, яке зазнало значних втрат, проте зірвало обстріл аеродрому. Один з японських лінкорів — «Хіей» — унаслідок пошкоджень не зміг полишити район та в підсумку був добитий авіацією. «Сірацую» перебував поряд з «Хіей» під час бою з літаками, а потім провадив операцію по зняттю з нього екіпажу. Бої біля Гуадалканалу тривали ще дві доби, проте «Сірацую» так і не взяв у них участі, а 18 листопада прибув на Трук.
20—22 листопада 1942-го «Сірацую» разом зі ще трьома есмінцями пройшов з Труку до Рабаула, після чого був залучений до операцій на Новій Гвінеї, де тижнем раніше союзники почали наступ на район Буна-Гона (обернене до Соломонового моря узбережжя півострова Папуа). Спершу 23 листопада «Сірацую» та 4 інші есмінці (до тих, що прибули з Трука, приєднався ще один) вирушили для доставки підкріплень та припасів до Лае (в глибині затоки Хуон, за дві з половиною сотні кілометрів на північний захід від Буна). Ввечері 24 листопада ворожі літаки, скориставшись підсвіткою від місячного сяйва, кілька разів атакували загін та змогли важко пошкодити есмінець «Хаясіо». «Сірацую» зняв з нього екіпаж та добив торпедою, після чого японські кораблі перервали рейс та повернулись на базу. А 28—29 листопада «Сірацую» спробував здійснити транспортний рейс до самого району Буна-Гона, при цьому він був атакований горизонтальними бомбардувальниками B-17 «Літаюча фортеця» та отримав пряме влучання бомбою в носову частину, почалось надходження води у корпус, максимальна швидкість впала до 9 вузлів. Як наслідок, місія була скасована і 30 листопада «Сірацую» повернувся до Рабаула.
Після проходження в Рабаулі аварійного ремонту есмінець пройшов 18—22 грудня 1942-го на Трук, де роботи тривали. 16 лютого 1943-го «Сірацую» рушив до Японії для повноцінного відновлення, проте був вимушений зайти 19—25 лютого на Сайпан (Маріанські острови) для ще одного раунду аварійного ремонту. Нарешті, 2 березня «Сірацую» досягнув Сасебо (обернене до Сіхднокитайського моря узбережжя острова Кюсю), де кілька місяців провів на верфі.
Наприкінці липня 1943-го «Сірацую» відновив активну діяльність, при цьому спершу більш як місяць супроводжував ескортний авіаносець «Унйо» у переходах Йокосука — Трук (31 липня — 5 серпня, разом зі ще 2 есмінцями), Трук — Йокосука (12—16 серпня, разом зі ще 4 есмінцями) та знову Йокосука — Трук (26 серпня — 2 вересня, із 3 іншими есмінцями). 14—22 вересня 1943-го «Сірацую» ескортував з Труку до Йокосуки флотське судно-рефрижератор «Мамія».
4—13 жовтня 1943-го есмінець супроводив конвой №3004 з Йокосуки на Трук, а 15—18 жовтня ескортував конвой № 1152 з Труку до Рабаула.
Після прибуття в Меланезію та до кінця жовтня 1943-го «Сірацую» разом з есмінцем «Сігуре» встиг виконати кілька транспортних рейсів: 23 жовтня до острова Гарове (у морі Бісмарка за три сотні кілометрів на захід від Рабаула), а 26 та 29 жовтня до Кавуву (Гавуву) на мисі Хоскінс (північне узбережжя Нової Британії дещо менш ніж за дві з половиною сотні кілометрів на південний захід від Рабаула).
Тим часом союзники готувались до великої атаки на заході Соломонових островів і 1 листопада 1943-го висадили десант на острові Бугенвіль. Японське командування спробувало протидіяти наявними у Рабаулі силами і в ніч на 2 листопада «Сірацую» взяв участь у сутичці біля плацдарму союзників, відомій як битва в затоці Імператриці Августи. Під час цього бою «Сірацую» зазнав пошкоджень унаслідок зіткнення з есмінцем «Самідаре», а японський загін в цілому зазнав поразки і втратив легкий крейсер та есмінець, ще кілька кораблів отримали пошкодження.
6—8 листопада 1943-го «Сірацую» пройшов на Трук, а 12—17 листопада разом зі ще одним есмінцем супроводив до Сасебо 2 важкі крейсери, які зазнали пошкоджень у тій же битві в затоці Імператриці Августи. Після цього «Сірацую» пройшов доковий ремонт та певну модифікацію (одну установку головного калібру замінили на дві строєні установки 25-мм зенітних автоматів).
24—29 грудня 1943-го «Сірацую» супроводив 3 важкі крейсери з Куре на Трук. Цей похід відбувався в межах операції «Бо Го», яка мала за мету доставку підкріплень до архіпелагу Бісмарка, тому 2—5 січня «Сірацую» та ще один есмінець здійснили разом з тими ж крейсерами круговий рейс до Кавієнгу (друга за значенням база у зазначеному архіпелазі, розташована на північному завершенні острова Нова Ірландія), де були висаджені доправлені з Японії військовослужбовці.
11 січня 1944-го «Сірацую» рушив з Труку для супроводу конвою до Йокосуки, а 25 січня рушив назад з іншим конвоєм. 31 січня всього за кілька десятків кілометрів від Труку підводний човен потопив один з трьох транспортів конвою «Ясукуні-Мару», після чого «Сірацую» провадив рятувальні роботи (втім, йому вдалось підібрати лише 43 особи з 1200, що перебували на борту).
На той час на тлі наступу союзників у Меланезії та на сході Мікронезії японське командування вже вирішило встановити головний оборонний периметр західніше та вивести основні сили флоту з Труку, де вони знаходились під все зростаючою загрозою. Як наслідок, 10—15 лютого 1944-го «Сірацую» та ще 3 есмінці, а також легкий крейсер ескортували до Японії загін із лінкора «Мусаші», авіаносця та гідроавіаносця (можливо відзначити, що вже 17 лютого база на Труці стане ціллю потужного рейду авіаносного угруповання і буде розгромлена).
22—27 лютого 1944-го «Сірацую» та ще один есмінець ескортували з Йокосуки до Палау (захід Каролінських островів) «Мусаші», який одночасно доправляв військовослужбовців та амуніцію. 9 березня «Сірацую» та 2 важкі крейсери вийшли для супроводу танкерного конвою, який попрямував за пальним до нафтовидобувного району на сході острова Борнео, після чого 16—24 березня вони пройшли назад, здійснюючи проведення конвою O-507. Оскільки існувала загроза, що Палау також буде атакована, 29 березня звідси вийшли «Мусасі» та 5 важких крейсерів, які попрямували під охороною «Сірацую» та ще 7 есмінців до Давао. Втім, неподалік від Палау лінкор був торпедований підводним човном та рушив під ескортом «Сірацую» та 2 інших есмінців на ремонт до Японії, куди прибув 2 квітня (при цьому 30 березня по Палау дійсно завдало потужного удару авіаносне угруповання).
В середині квітня 1944-го «Сірацую» опинився біля узбережжя центрального Китаю, де його залучили до охорони конвою «Таке № 1», який рушив 17 квітня із Шанхаю з завданням доправити значні військові контингенти на Мінданао та Нову Гвінею. На своєму шляху «Таке № 1» втратив кілька суден, разом з якими загинуло близько 4 тисяч військовослужбовців. 9 травня "Таке № 1" почав розвантаження на острові Хальмахера, тоді як «Сірацую» прослідував до Балікпапану (центр нафтовидобувної промисловості біля північно-східного узбережжя Борнео), а 18 травня перейшов до Таві-Таві (на однойменному острові у філіппінському архіпелазі Сулу). На той час сюди ж прибули головні сили японського флоту, що готувались до відбиття неминучої атаки на основний оборонний периметр Імперії, який проходив через Маріанські острови, Палау та захід Нової Гвінеї.
30—31 травня 1944-го «Сірацую» разом зі ще 5 есмінцями супроводив лінкор та 2 важкі крейсери до Давао, після чого 2 червня цей загін вийшов для дистанційного прикриття операції з доставки підкріплень на острів Біак (біля північно-західного узбережжя Нової Гвінеї), де в кінці травня висадились союзники. Невдовзі операцію скасували через втрату раптовості, втім, «Сірацую» 4 червня прибув до Соронгу на північно-західному завершенні Нової Гвінеї. Тут збирався загін есмінців для нової спроби, який 8 червня 1944-го вийшов до Біаку. Втім, японським кораблям не вдалось досягнути мети через сутичку із ворожим з'єднанням крейсерів та есмінців, а також дії авіації, яка потопила есмінець «Харусаме». Сам «Сірацую» отримав незначні пошкодження від обстрілу з повітря, загинуло 4 члени екіпажу. Після цього есмінець пройшов до Давао, куди прибув 12 червня.
Того ж 12 червня 1944-го американці розпочали операцію по оволодінню Маріанськими островами і невдовзі головні сили японського флоту вийшли для контратаки. 14 червня «Сірацую» полишив Давао, разом з іншими 8 есмінцями забезпечуючи охорону «загону В», основну силу якого становили 2 авіаносці та легкий авіаносець. Втім, «Сірацую» не встиг взяти участь в вирішальній битві у Філіппінському морі, оскільки 15 червня зіткнувся з танкером «Сейо-Мару», після чого обидва кораблі затонули. В момент загибелі на «Сірацую» здетонували глибинні бомби, що призвело до важких втрат екіпажу, з числа якого загинуло 104 особи.